# 非洲赤鯛
非洲赤鯛為輻鰭魚綱鱸形目鱸亞目鯛科的其中一種，分布於東大西洋區，從塞內加爾至安哥拉海域，棲息深度可達200公尺，體長可達75公分，棲息在礫石或沙泥底質海域，屬肉食性，以魚類、軟體動物等為食，可做為食用魚及遊釣魚。